# 伊丽丝·切尔佩
伊丽丝·切尔佩（德語：Iris Zscherpe，1967年1月7日—），德国女子游泳运动员。她曾代表西德参加1984年夏季奥林匹克运动会游泳比赛，获得女子4×100米自由泳接力铜牌。